# Ямамото, Мария
Мария Ямамото (яп. 山本 麻里安 Ямамото Мария) — японская сэйю, певица и сценарист. Родилась 11 сентября 1981 года в Токио. Работает на агентство 81 Produce.
Является членом культа «17-летняя» (яп. 井上喜久子１７歳です Иноуэ Кикуко дзю:нана сай). Желание стать сейю появилось после просмотра аниме «Сейлор Мун», любимого в детстве.
17 декабря 2012 году вышла замуж за человека, который работает служащим. В сентябре 2016 году родила девочку.

## Хобби
Увлекается музыкой, кино и гольфом.

## Работы в аниме
- Amazing Nurse Nanako — Нанако
- Cinderella Boy — Ай Лян Рэйн
- Chance Pop Session — Нодзоми Кайбара
- Elfen Lied — Канаэ
- Hand Maid May — Киберкукла Мэй
- His and Her Circumstances — Кано Миядзава
- Kuromajo-san ga Toru!! — Мэг Сион
- Kyo no Gononi — Нацуми Хиракава
- Magical Nyan Nyan Taruto — Титосэ
- Metal Gear Solid 2: Sons of Liberty — Эмма Эммерих
- Nurse Witch Komugi — играет саму себя (эп. 4)
- Papillon Rose — Цубоми
- Petite Princess Yucie — Юси
- Seraphim Call — Урара Татибана
- Soul Nomad & the World Eaters — Эйфория
- Yami to Boshi to Hon no Tabibito — Куилл

## Исполнение песен в аниме
- Amazing Nurse Nanako — эндинг
- Chance Pop Session (опенинг): Pure Blue (с Ацуко Эномото и Маюми Иидзука)
- Chance Pop Session (эндинг): Love Forever (с Ацуко Эномото и Маюми Иидзука)
- His and Her Circumstances (2 эндинг): Kaze Hiita Yoru (с Юки Ватанабэ)
- Magical Meow Meow Taruto (эндинг): Hana Uta no Hareruya! (с Нисаё Мотидзуки и Масаё Курата)
- NieA 7 (эндинг) Venus and a Small God
- Puchi Puri Yuushi (опенинг): Egao no Tensai (Genius of Smiles) (с Юки Мацуока, Юкари Фукуи, Аяко Кавасуми, Фумико Орикаса)
- Seraphim Call (11 эндинг): Yes, it’s my true love
- Sugar: A Little Snow Fairy (1 эндинг): Snow Flower

## Сценарии
- Toka Gettan (2 эпизода)
- Porphy no Nagai Tabi (эпизод 34)